# Эдо (река)
Э́до (яп. 江戸川 Эдогава) — река в Японии на острове Хонсю, протекающая по западной границе префектуры Тиба (регион Канто). Река Эдо отделяется от реки Тоне и впадает в Токийский залив. Длина реки — 59,5 километра.
Ранее русло реки Эдо совпадало с основным руслом реки Тоне, однако в XVII столетии оно ответвилось от него.
Согласно проекту G-Cans, вода из коллекторов будет перегоняться в Эдогаву.